# Chiese di Trapani

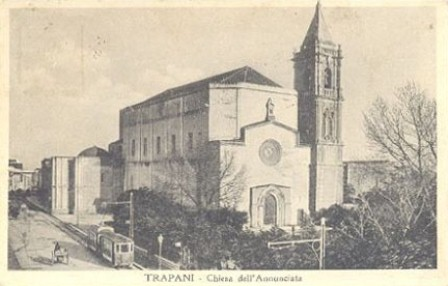
Il santuario dell'Annunziata in una cartolina d'epoca

Molte chiese di Trapani di rito cattolico sono state negli anni demolite, distrutte o sconsacrate.
Vari eventi sismici hanno danneggiato in epoche differenti il ricchissimo patrimonio storico - artistico - religioso della città, come il terremoto di Terrasini del 1 settembre 1726 provoca danni, il terremoto del Trapanese del 1751 e 1752 e in ultimo il terremoto del Belice del 1968.
Pochi ma antichissimi luoghi di culto hanno attraversato indenni i segni del tempo e le intricate vicende storico-politiche: la basilica santuario di Maria Santissima Annunziata, la chiesa di Sant'Agostino, la protobasilica di San Niccolò, la chiesa di Santa Maria di Gesù in stile romanico, la cattedrale di San Lorenzo.
Un numero elevato di chiese fu distrutto durante i bombardamenti aerei del secondo conflitto mondiale. Il 22 giugno 1940 la città è bombardata dai francesi, il 10 novembre 1941 e il 31 maggio 1942 dalla RAF, i 27 bombardamenti degli angloamericani da gennaio a luglio 1943, con la conseguente distruzione dell'intero quartiere storico di San Pietro.
Numerosi erano anche i conventi e i monasteri, e non mancavano le associazioni religiose, come confraternite, congregazioni e compagnie.

## Chiese

### Chiese attuali
A
| - Chiesa di Sant'Agostino - Chiesa parrocchiale di Sant'Alberto sita nel rione omonimo | - Chiesa di Sant'Alberto |

B
| - Chiesa della Badìa Grande o chiesa della Santissima Trinità - Chiesa della Badìa Nuova | - Badiella o chiesa di Gesù, Maria e Giuseppe - Chiesa di San Biagio Vescovo |

C
| - Chiesa di Santa Caterina d'Alessandria all'Arena |

D
| - Chiesa di San Domenico |

F
| - Chiesa di San Francesco d'Assisi | - Chiesa di San Francesco di Paola |

G
| - Chiesa di Gesù Maria Giuseppe detta la «Badiella» - Chiesa parrocchiale di Gesù Maria e Giuseppe sita in Ummari - Chiesa parrocchiale di San Giuseppe in Fulgatore - Chiesa del Sacro Cuore di Gesù - Chiesa del Santissimo Crocifisso - Chiesa del Santissimo Salvatore - Chiesa di San Generoso | - Chiesa di San Giovannello - Chiesa di San Giovanni Battista - Chiesa di San Giovanni Battista via della Pace - Chiesa di San Giuseppe - Chiesa di San Giuseppe via Garibaldi - Chiesa di San Giuseppe Strada Solfarello Salinagrande |

L
- Cattedrale basilica di San Lorenzo Martire[12][13]

| - Chiesa di San Lorenzo Levita - Chiesa di San Liberale (Trapani) | - Chiesa di Santa Lucia o di Maria Santissima della Catena |

M
- Basilica santuario di Maria Santissima Annunziata[14][15][16]

| - Chiesa della Concezione della Vergine o di Maria Santissima Immacolata - Chiesa della Madonna delle Lacrime - Chiesa dell'Immacolata Concezione - Chiesa dell'Immacolatella - Chiesa di Maria Santissima Addolorata - Chiesa di Maria Santissima Ausiliatrice - Chiesa di Maria Santissima Immacolata - Chiesa di Maria Santissima del Rosario detta del Rosariello - Chiesa di Maria Santissima di Trapani | - Chiesa di Nostra Signora di Fatima - Chiesa di Nostra Signora di Loreto - Chiesa di Nostra Signora di Lourdes - Chiesa di Santa Maria del Carmine - Chiesa di Santa Maria del Soccorso o «Badia Nuova» - Chiesa di Santa Maria dell'Itria - Chiesa di Santa Maria di Gesù - Chiesa di San Massimiliano Kolbe |  |

N
- Protobasilica di San Nicola di Bari o dell'«Ascensione del Signore», bizantina di rito greco.[21]

P
| - Chiesa di San Paolo Apostolo - Chiesa delle Anime Sante del Purgatorio | - Collegiata di San Pietro Apostolo su primitivo tempio precristiano |

R
| - Chiesa di Santa Rita |

S
| - Chiesa del Santissimo Sacramento |

T
| - Chiesa di Santa Teresa del Bambino Gesù | - Chiesa della Santissima Trinità |

### Chiese sconsacrate
- 1129, Chiesa di Maria Santissima del Soccorso o «Badia Nuova» di Trapani, primitiva chiesa di rito greco d'epoca bizantina integrata da torre in epoca normanna. Chiesa e monastero riedificati in epoca aragonese, il monastero è oggi destinato a sede dell'Intendenza di Finanza.[24]
- Chiesa di San Giacomo Maggiore[4] fondata dai Cavalieri dell'Ordine di San Giacomo della Spada, sede della Biblioteca Fardelliana

### Chiese demolite
- Primitiva Chiesa delle Anime del Purgatorio adibita a sede delle Poste Regie e in seguito demolita
- Chiesa di Santa Maria Egiziaca[25]
- Chiesa di Santa Sofia inclusa nella chiesa della Badia Nuova[7]
- Chiesa di San Giuliano o chiesa di Santa Maria della Nuova Luce sede della Compagnia della Nuova Luce[26] Del XVI secolo e riedificata nel 1739. distrutta e poi demolita durante il secondo conflitto mondiale nel 1943
- Chiesa di San Giuliano dei Lucchesi[25]
- Chiesa di San Michele ed Oratorio, ruderi, primitivo ricovero dei Gruppi dei Misteri[27][9] Strutture distrutte e poi demolite durante il secondo conflitto mondiale nel 1943
- Chiesa di Santa Maria la Nova divenuta chiesa di San Domenico sede dell'Ordine domenicano[8]
- Chiesa dei Santi Cosma e Damiano[28]
- Chiesa di San Rocco alla Dogana[29]
- Chiesa di Santa Maria del Parto poi divenuta «La Grazia» e trasferita presso il convento carmelitano di Maria Santissima Annunziata[30] Costruita nel XIII secolo, si trovava fuori le mura della città. Qui trovarono accoglienza i primi eremiti carmelitani provenienti dalla Terrasanta.
- Chiesa di Santa Maria e San Nicolò dei Greci[31] sorta sotto, la dominazione normanna, nell'XI secolo, per i fedeli di rito greco-ortodosso.
- Chiesa di Santa Maria degli Angeli e convento del Terz'ordine regolare degli «Scalzi» del serafico San Francesco d'Assisi[32]
- Chiesa di San Leonardo «Lo Piccolo» alle Saline
- Chiesa di San Leonardo «Lo Grande»[33] derivata in chiesa dei Quattro Santi Incoronati (Severo, Severino, Carpoforo e Vittorino). Demolita durante i bombardamenti del secondo conflitto mondiale, fu ricostruita dalle maestranze dei Mastri Fabbricatori senza più essere adattata a luogo sacro.
- Chiesa di Sant'Andrea[34] e monastero sotto il titolo di «Maria Santissima del Rosario». Luogo di culto distrutto durante il secondo conflitto mondiale nel 1943
- Chiesa di Sant'Anna dei Padri Minori Riformati[35]
- Chiesa della Madonna della Lettera e Casa dei Crociferi[36]
- Chiesa di San Giuseppe (già di San Pancrazio)[37] distrutta nel 1943 dagli eventi bellici del secondo conflitto mondiale
- Chiesa di San Matteo[38] trasformata in sala cinematografica
- Chiesa della Madonna di Monte Calvario a Casa Santa sede del secondo convento della Compagnia di Gesù
- Chiesa di Sant'Antonio del Mare
- Chiesa di San Giovanni Battista divenuta chiesa di Santa Barbara oggi Chiesa di Santa Maria del Gesù di stile romanico[39]
- Chiesa di Santa Barbara già chiesa di San Giovanni Battista oggi Chiesa di Santa Maria del Gesù di stile romanico[39]
- Chiesa e monastero di Santa Chiara demoliti nel 1890
- Chiesa di Santo Spirito o di San Giacomo Minore, strutture abbattute nel 1864
- Chiesa di Gesù e Maria di via Serisso, luogo di culto abbattuto durante il secondo conflitto mondiale nel 1943
- Chiesa di Sant'Antonio Abate edificata alle spalle dell'Ospedale di Sant'Antonio, adiacente all'Ospedale dei Pellegrini e vicina all'Ospedale di San Sebastiano
- Chiesa di San Nicolò da Tolentino alla Marina
- Chiesa di San Giovanni Battista e convento dell'Ordine equestre del Santo Sepolcro di Gerusalemme poi transitato nel 1607 alla Congregazione di San Filippo Neri. Chiusura al culto nel 1866 e cessione delle strutture per utilizzo scolastico
- Chiesa di Santa Maria di Monserrato, documentata prima del 1430 e abbandonata nel 1606
- Chiesa di Santa Maria della Gurga
- Chiesa di Santa Maria del Carminello sede della Compagnia di Santa Maria del Carmelo
- Chiesa di Santa Maria di Porto Salvo edificata in epoca aragonese e distrutta in epoca spagnola
- Chiesa di Santa Maria dell'Incarnazione, edificata intorno al 1500 e ingrandita nel 1736. Fu la sede della Confraternita dell'Incarnazione, volgarmente chiamata degli Incarnati
- Chiesa di Santa Maria della Grazia, appartenente al ceto dei pescatori del Casalicchio, che nel 1745 l'ingrandirono a proprie spese. Luogo di culto distrutto durante il secondo conflitto mondiale nel 1943
- Chiesa di Santa Maria della Mercede o della Misericordia del 1532, dei Mercedari
- Chiesa di Maria Santissima di Custonaci sede dell'omonima compagnia
- Chiesa di Santa Elisabetta e monastero della «Visitazione», strutture demolite nel XX secolo perché dichiarati pericolanti
- Chiesa di Sant'Eligio (Sant'Aloja) dei religiosi riformati scalzi dell'Ordine di Sant'Agostino, edificata dalle maestranze dei fabbroferrai, scopitteri e clavitteri. Strutture demolite nel XIX secolo perché dichiarati pericolanti
- Chiesa del Gesù o della Giudecca, primitiva sede assegnata ai religiosi dell'Ordine dei frati predicatori
- Chiesa di Sant'Annella ubicata nelle adiacenze del convento di Sant'Anna
- Chiesa del Castello di Terra
- Chiesa del Castello della Colombaia
- Chiesa di San Benedetto, luogo di culto documentato in prossimità della chiesa dell'Immacolatella
- Chiesa del Fosso documentata a ridosso del Castello di Terra
- Chiesa di San Filippo documentata nelle immediate adiacenze del Castello di Terra
- Chiesa di San Bartolomeo, strutture inglobate nell'ingrandimento del Monastero della Beata Vergine Maria del Santissimo Rosario sotto il titolo di «Sant'Andrea»
- Chiesa di San Gregorio
- Chiesa di Sant'Agata
- Chiesa di San Girolamo
- Chiesa di San Vito alle Saline
- Chiesa di San Giuliano alla Tonnara
- Chiesa di Santa Maria Maddalena vicina alla chiesa di San Vito
- Chiesa di Santa Margherita Vergine nell'isola di Ronciglio
- Chiesa di Sant'Antonio nell'isola omonima
- Chiesa di Arcudaci
- Chiesa dell'Angelo Custode

## Case
- Casa dei Crociferi e Chiesa della Madonna della Lettera[36]
- Casa di residenza dei Gesuiti

## Collegi
- Collegio dei Gesuiti e Chiesa della Compagnia di Gesù (o Chiesa della Concezione della Vergine)[17]
- Collegio delle Donzelle Orfane o di «Spirito Santo»
- Collegio delle Donzelle Disperse dei Padri della Compagnia di Gesù[40]
- Collegio della Catena
- Collegio di San Lorenzo

## Compagnie
- Compagnia di Sant'Antonio[41]
- Compagnia di Gesù
- Compagnia di Nostra Signora di Monserrato o dei Cappuccinelli con sede nella chiesa di Santa Maria di Monserrato e trasferita nella chiesa di Santo Spirito o chiesa di San Giacomo Minore
- Compagnia del Santissimo Rosario detta dei «Rossi» attestata presso la chiesa di Sant'Andrea
- Compagnia di San Niccolò da Tolentino[42] o dei «Neri» con sede presso la chiesa omonima trasferitasi presso la chiesa di San Giovanni
- Compagnia di San Giuseppe o dei «Verdi» delle "Maestranze dei Falegnami" con sede presso la chiesa di San Giuseppe già di San Pancrazio
- Compagnia degli Incarnati o Confraternita dell'Incarnazione, volgarmente chiamata degli Incarnati con sede presso la chiesa dell'Incarnazione di Cristo[43] o chiesa di Santa Maria dell'Incarnazione
- Compagnia della Nuova Luce[44]
- Compagnia di Santa Maria del Carmelo o Compagnia del Carmine
- Compagnia di Maria Santissima di Custonaci attestata nella chiesa di Maria Santissima di Custonaci

## Confraternite
- Confraternita del Sangue Preziosissimo di Cristo attestata nella chiesa di Santo Spirito o chiesa di San Giacomo Minore
- Confraternita di San Michele della chiesa di Santo Spirito o chiesa di San Giacomo Minore
- Confraternita di San Michele con sede presso la chiesa di San Michele fusa con la Società del Preziosissimo Sangue di Cristo e la Congregazione di Maria Santissima di Trapani
- Confraternita di Santa Caterina con sede presso la chiesa di Sant'Antonio Abate
- Confraternita di Santa Maria della Nuova Luce dei religiosi riformati scalzi dell'Ordine di Sant'Agostino con sede nella chiesa omonima. Fusa con il Corpo della Marina Grande o dei Naviganti che finanziarono la ricostruzione del tempio
- Confraternita della Carità della Santa Croce o dei «Bianchi» con sede presso la chiesa di San Giacomo Maggiore[45]
- Confraternita dei Corallari con sede presso la chiesa di Santa Lucia[46]
- Confraternita di Santa Maria della Grazia detta della «Gurga»
- Fratellanza di Santa Maria della Catena e Santa Lucia o dei «Pescatori di Corallo»[33]
- Confraternita dell'Immacolata Concezione attestata presso la chiesa dell'Immacolata Concezione appellata l'Immacolatella.
- Confraternita di Santa Maria dell'Itria[42]

## Congregazioni
- Congregazione di Maria Santissima del Soccorso della chiesa di Santo Spirito o chiesa di San Giacomo Minore poi trasferita nella chiesa di San Benedetto
- Congregazione del Santissimo Crocifisso della chiesa di Santo Spirito o chiesa di San Giacomo Minore anche se con sede nella chiesa di San Lorenzo
- Congregazione della Beata Maria Vergine della Presentazione con sede presso la chiesa di Sant'Antonio Abate
- Congregazione di San Cistoforo con sede presso la chiesa di San Rocco
- Congregazione dell'oratorio di San Filippo Neri dei Preti riformati con sede presso la chiesa di San Giovanni Battista
- Congregazione delle Anime Sante del Purgatorio con sede presso la chiesa di San Giovanni Battista dalla chiesa di San Michele
- Congregazione di San Nicolò da Tolentino con sede presso la chiesa di San Giovanni Battista
- Congregazione dell'Angelo Custode con sede presso la chiesa di San Giovanni Battista
- Congregazione di Sant'Isidoro con sede presso la chiesa di San Giovanni Battista
- Congregazione segreta del Santissimo Crocifisso o dei «Trentatré» della chiesa di Sant'Agostino trasferita di sede nella chiesa di San Benedetto
- Congregazione di Maria Santissima di Trapani
- Congregazione di Maria Santissima dei Sette Dolori o della Pace con sede presso la chiesa di San Matteo
- Congregazione dell'Oratorio presso l'Oratorio di San Filippo Neri[18]
- Congregazione del Santissimo Sacramento presso la chiesa del Santissimo Sacramento
- Congregazione di Santa Maria Maddalena de' Pazzi

- Congrega di Maria Santissima del Rosario
- Corpo della Marina Grande o dei Naviganti

## Conservatori
- Conservatorio domenicano delle Vergini
- Conservatorio di Sant'Antonio Abate presso l'Ospedale Grande[40]
- Conservatorio della Vergine Addolorata[47]
- Reclusorio delle Ree pentite
- Ricovero Gesù Maria e Giuseppe delle Agostiniane scalze[47] presso la Badiella

## Conventi
- Chiesa, convento e Collegio dei Gesuiti
- Convento carmelitano di Maria Santissima Annunziata[49],[16]
- Chiesa dell'Epifania e convento dell'Ordine dei frati minori cappuccini detto del «Luogo Nuovo»[50][51]
- Chiesa di Santa Maria di Porto Salvo e convento dell'Ordine dei frati minori cappuccini detto del «Luogo Vecchio» vicino alla Cappella di Sant'Antonio del Mare,[50] demoliti in epoca spagnola[51]
- Convento di Sant'Anna dei frati minori riformati presso la primitiva chiesa di San Leonardo poi presso la chiesa di Sant'Anna col contributo della Fratellanza di Santa Maria della Catena e Santa Lucia o dei «Pescatori di Corallo»[33]
- Convento di Sant'Agostino[2],[3]
- Convento di San Domenico derivato dalla Sinagoga o «Chiesa di Gesù» o della «Giudecca» o «Chiesa del Salvatore» e concessa all'Ordine Domenicano per la successiva istituzione della chiesa di Santa Maria la Nova e convento domenicano di Santa Maria la Nova[31]
- Convento di San Rocco del Terz'ordine regolare degli «Scalzi» del serafico San Francesco d'Assisi e chiesa di Santa Maria degli Angeli, chiesa di San Rocco[32]
- Convento di San Giovanni
- Convento di Santa Maria del Gesù
- Reclusorio delle Orfane o di Santo Spirito
- Convento di Santa Maria della Mercede o della Misericordia dell'Ordine di Santa Maria della Mercede[33]
- Convento dell'Ordine dei minimi di San Francesco di Paola presso l'Oratorio di San Vito lo Piccolo[50]
- Convento dell'Ordine dei minimi di San Francesco di Paola presso la chiesa di San Biagio Vescovo[50]
- Convento e chiesa francescani dell'Ordine minore di San Francesco d'Assisi[52]
- Convento dell'Ordine dei frati minori conventuali con sede nella chiesa di Santa Maria di Gesù limitrofe alla chiesa di Santa Maria dei Greci[31]
- Collegio dei Gesuiti e chiesa della Concezione della Madre di Dio dei Gesuiti primitivo Tempio dei Confrati di San Michele[18]
- Convento della Compagnia di Gesù, seconda istituzione cittadina dell'ordine presso la chiesa della Madonna di Monte Calvario a Casa Santa
- Convento dell'Ordine degli agostiniani scalzi presso la chiesa di Santa Maria della Luce poi presso la chiesa della Madonna dell'Itria[53]
- Convento dei Chierici regolari Ministri degli Infermi e chiesa di Santa Maria della Lettera, strutture adibite a caserma, in seguito a scuola magistrale

### Corporazioni religiose soppresse
Fra parentesi le date di costituzione e di soppressione della corporazione.
- Casa dei Padri Crociferi (1687 - 1854)
- Casa di residenza dei Gesuiti (1832 - 1864)
- Collegio dei Gesuiti (1481 - 1864)
- Collegio della Catena (1706 - 1708)
- Collegio di San Lorenzo (1604 - 1723)
- Compagnia del Santissimo Rosario detta dei «Rossi»  (1636 - ?)
- Compagnia di Gesù (1651 - 1686)
- Compagnia di Sant'Antonio (1651 - 1686)
- Confraternita di Santa Maria della Grazia detta della «Gurga» (1538 - 1643)
- Congregazione dell'oratorio di San Filippo Neri (XVII secolo - 1866)
- Conventi di Trapani (XVI secolo - 1893)
- Convento dei Gesuiti (1770 - 1777)
- Convento del Carmine (1629 - 1816)
- Convento dell'Itria (1682 - 1864)
- Convento di San Clemente (1591 - 1600)
- Convento di San Domenico (1517 - 1866)
- Convento di San Francesco d'Assisi (1491 - 1866)
- Convento di San Francesco di Paola (1572 - 1864)
- Convento di San Martino (1570 - 1580)
- Convento di San Nicola (1706 - ?)
- Convento di San Rocco (1582 - 1821)
- Convento di Sant'Agostino (1597 - 1850)
- Convento di Sant'Anna (1689 - 1849)
- Convento di Santa Maria Annunziata fuori le mura (1498 - 1866)
- Convento di Santa Maria degli Angeli (1506 - 1864)
- Convento di Santa Maria di Gesù (1698 - 1860)
- Vicariato di Trapani (1686 - 1690)

## Monasteri
- Monastero di Santa Maria del Soccorso detto della «Badìa Nuova»
- Monastero della Santissima Trinità o «Badìa Grande» del Terzo ordine regolare di San Francesco[55]
- Monastero di Santa Chiara[55] abitato dalle monache del Reclusorio di Santa Maria Maddalena sotto il titolo delle «Reepentite». Strutture demolite nel 1890.
- Monastero di Santa Maria Maddalena o Reclusorio delle Reepentite 1392 - 1890 demolito
- Monastero della Beata Vergine Maria del Santissimo Rosario sotto il titolo di Sant'Andrea[44]
- Monastero di Santa Elisabetta o della «Visitazione»[56]
- Monastero agostiniano della Badiella o Conservatorio della Badiella
- Monastero e Chiesa dell'Addolorata
- Monastero benedettino di Santa Caterina costruito sull'area del Chiesa di Santa Chiara[7]

### Corporazioni religiose soppresse
Fra parentesi le date di costituzione e di soppressione della corporazione.
- Monastero della Beata Vergine Maria del Santissimo Rosario sotto il titolo di sant'Andrea (1486 - 1866)
- Monastero della Santissima Trinità detto della «Badia grande» (1548 - 1868)
- Chiesa e monastero di Santa Elisabetta (1536 - 1866) con documenti dal 1443
- Monastero di Santa Chiara (1420 - 1735)
- Monastero di Santa Maria del Soccorso detto della «Badia nuova» (1604 - 1864) con documenti dal 1464
- Monastero di Santa Maria Maddalena (1810 - ?)

## Oratori
- Oratorio di San Filippo Neri dedicato all' «Angelo Custode» adiacente alla chiesa di San Giovanni Battista[57]
- Oratorio di San Michele
- Oratorio di San Vito lo Piccolo primitiva sede del convento di San Francesco di Paola[50]
- Oratorio della Vergine Santissima sotto il titolo della «Presentazione al Sacro Tempio di Gerusalemme»
- Oratorio della Vergine Santissima sotto il titolo del «Belvedere»

## Ordini
- Cavalieri Templari promotori della costruzione della chiesa di Sant'Agostino
- Ordine equestre del Santo Sepolcro di Gerusalemme documentato presso la chiesa di San Giovanni Battista
- Ordine equestre del Santo Sepolcro di Gerusalemme presso la chiesa dell'Immacolata Concezione o dell'Immacolatella
- Ordine equestre di San Giacomo di Compostela promotori della costruzione della chiesa di San Giacomo Maggiore

## Ospedali
- Ospedale Grande o Ospedale di Sant'Antonio Abate poi ricostruito e ingrandito come Ospedale di San Giovanni di Dio o «Fatebenefratelli»[58]
- Ospedale dei Pellegrini e dei Convalescenti sotto il titolo del «Santissimo Nome di Maria»[59]
- Ospedale di San Sebastiano o degli «Incurabili»[60]
- Ospedale di Sant'Angelo presso la chiesa della Badia Nuova[61]
- Ospedale di San Giovanni Battista[62]
- Regio Ospedale Militare di San Sebastiano[59]
- Lazzaretto

## Ospizi
- Ospizio dei Templari[2],[3]
- Ospizio di Sant'Alberto[30]

## Sinagoghe
- Sinagoga o «Chiesa di Gesù» o della «Giudecca» o «Chiesa del Salvatore» e concessa all'Ordine Domenicano per la successiva istituzione della Chiesa di Santa Maria la Nova e Convento domenicano di Santa Maria la Nova[31]

## Società
- Società di San Sebastiano con sede presso la chiesa di Sant'Antonio Abate
- Società di Sant'Antonio Abate con sede presso la chiesa di Sant'Antonio Abate
- Società del Preziosissimo Sangue di Cristo
- Società del Santissimo Sacramento o degli «Azzoli» con sede presso la chiesa di San Matteo

## Unioni
- Unione dei Bajoli o dei «Massari» della chiesa di Santo Spirito o chiesa di San Giacomo Minore con sede presso la chiesa di San Rocco

## Galleria d'immagini

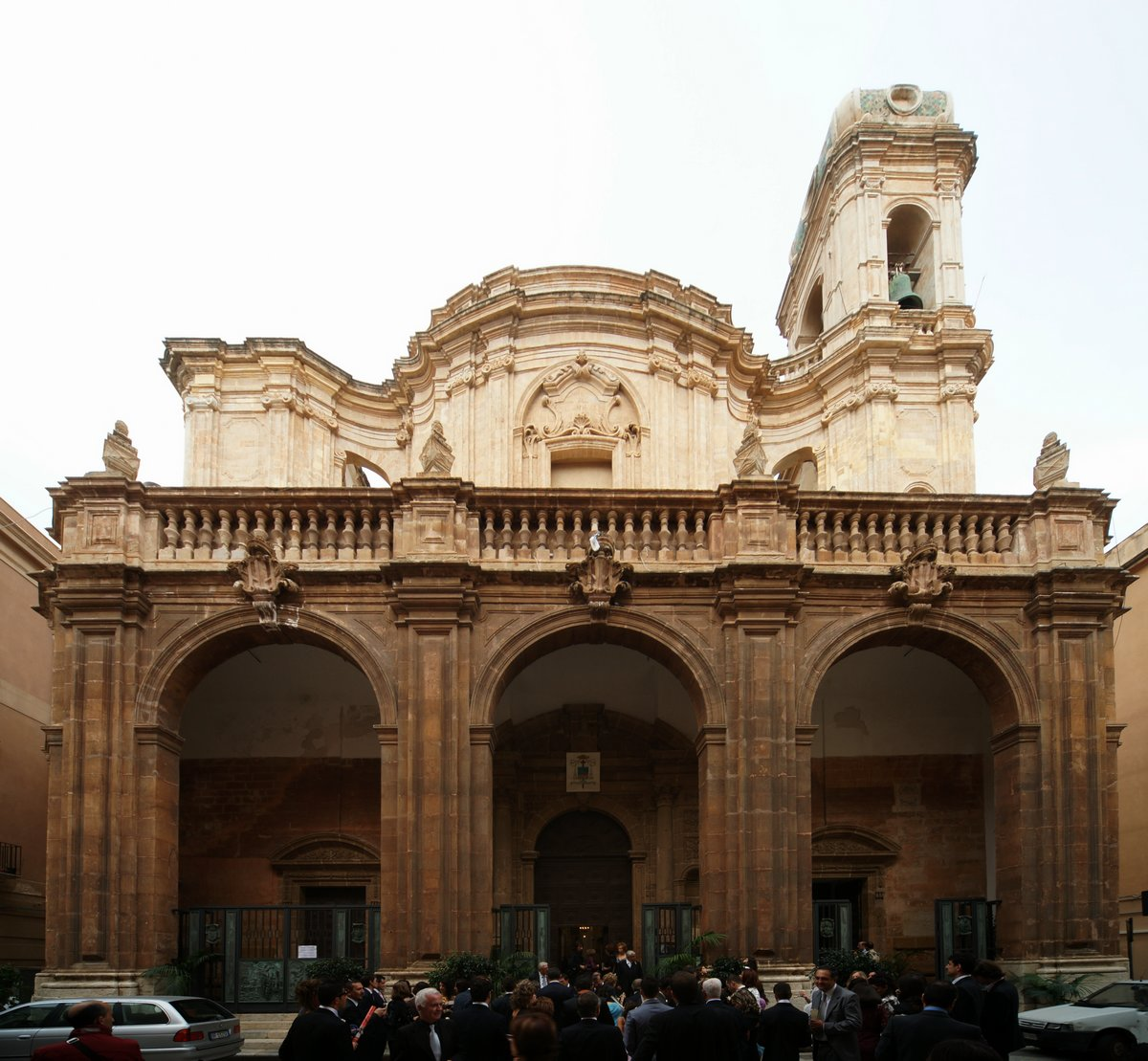
Cattedrale basilica di San Lorenzo Martire
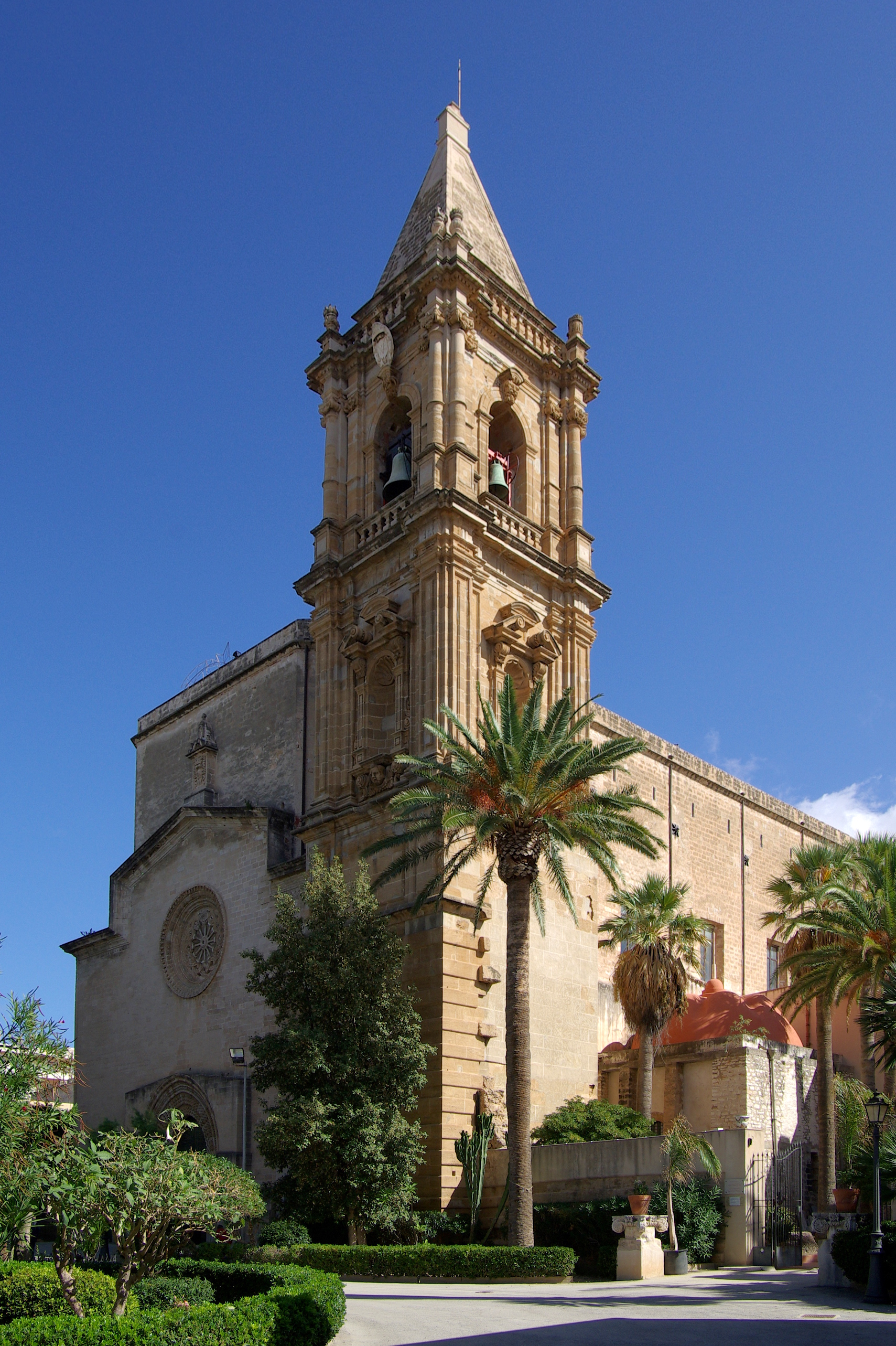
Basilica santuario di Maria Santissima Annunziata
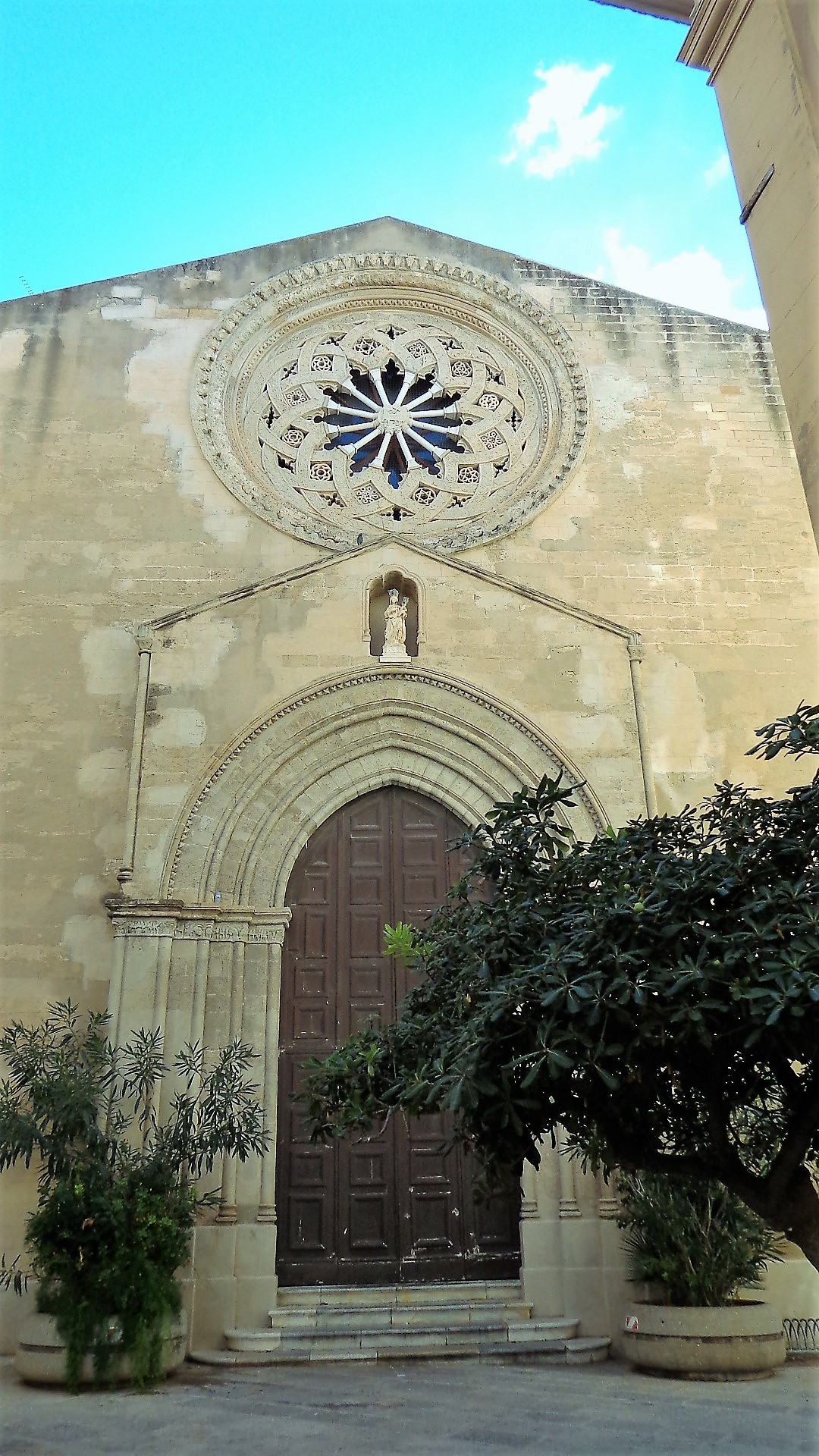
Chiesa di Sant'Agostino
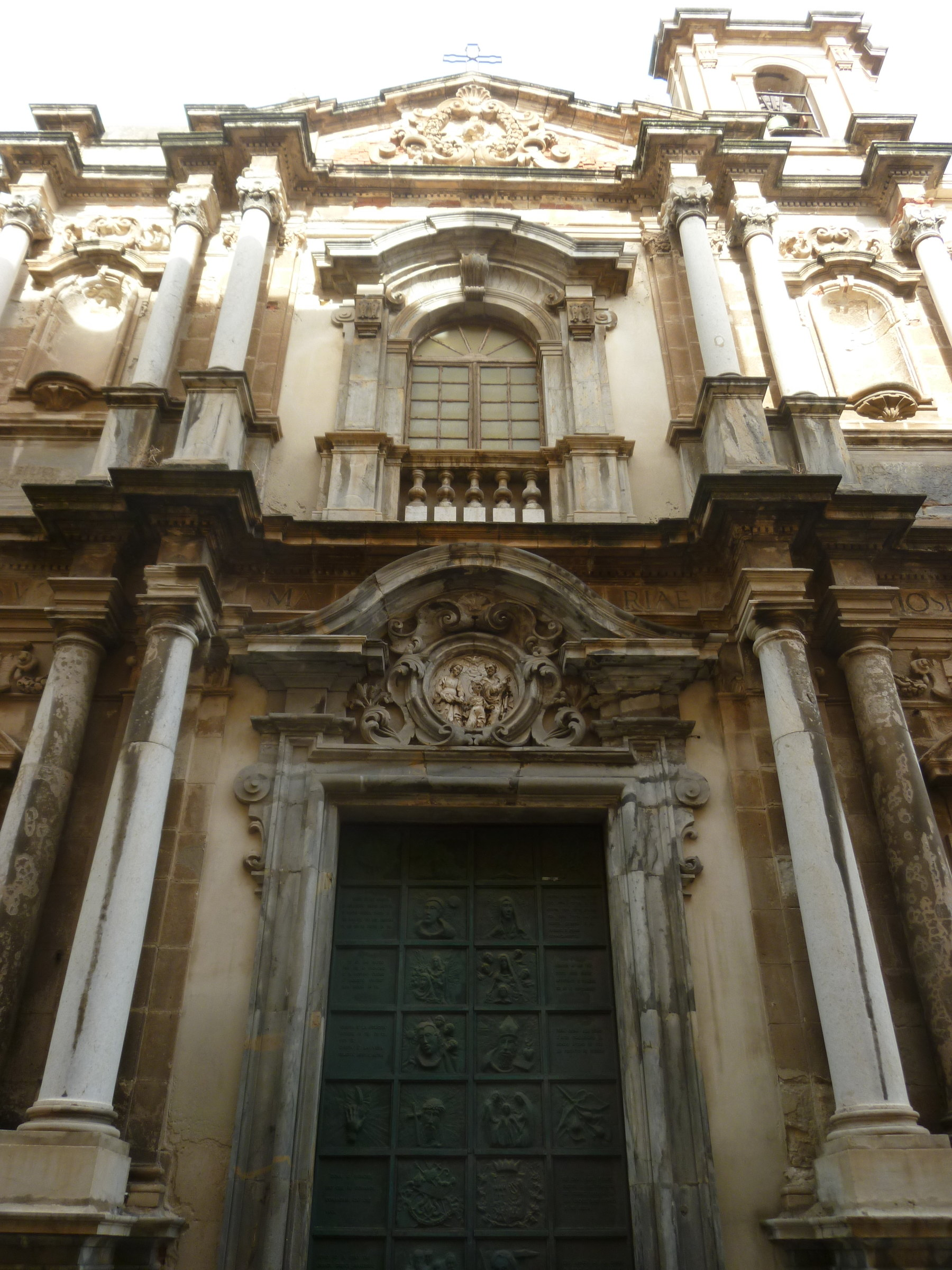
Chiesa di Santa Maria dell'Itria
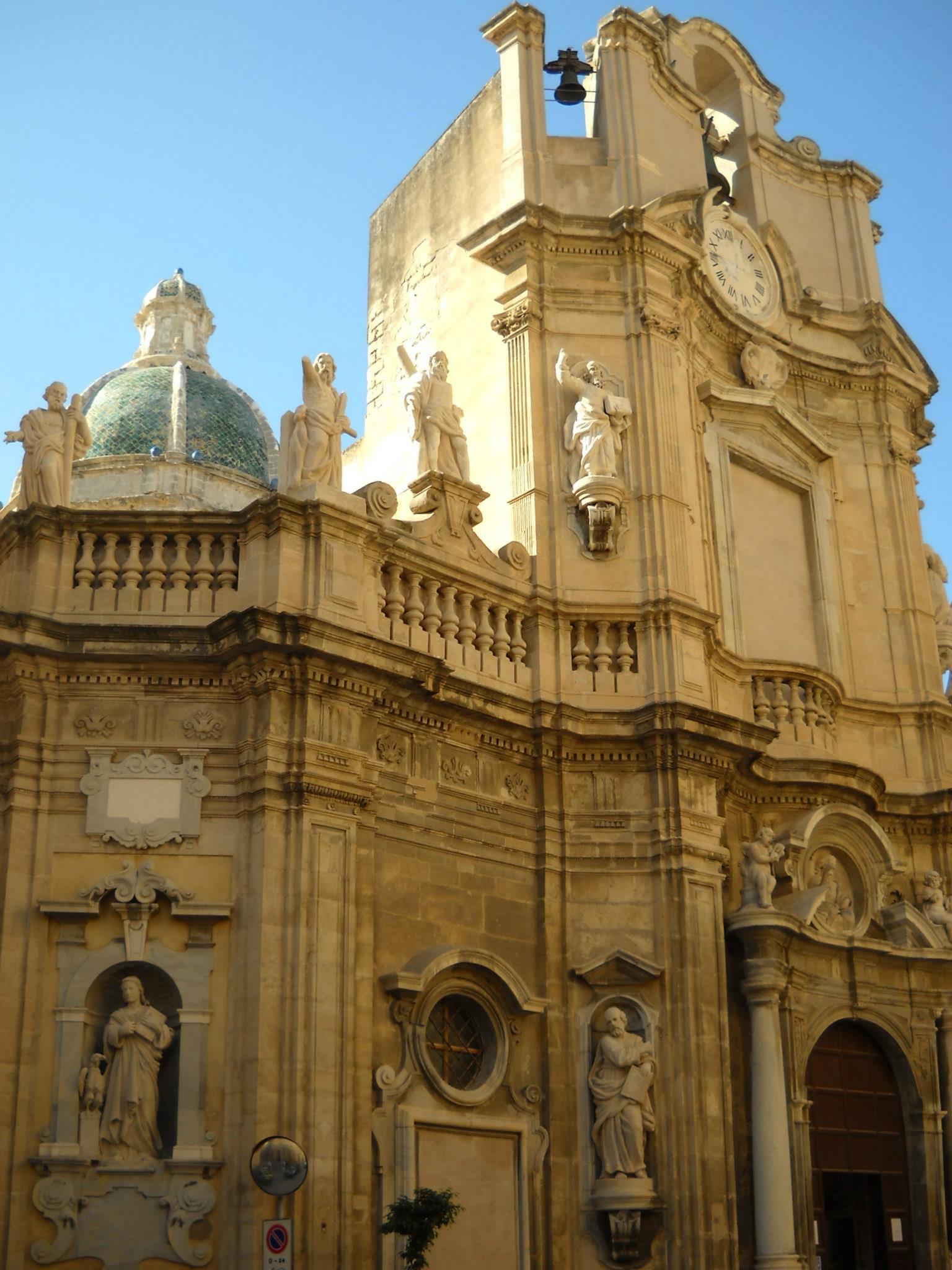
Chiesa delle Anime del Purgatorio
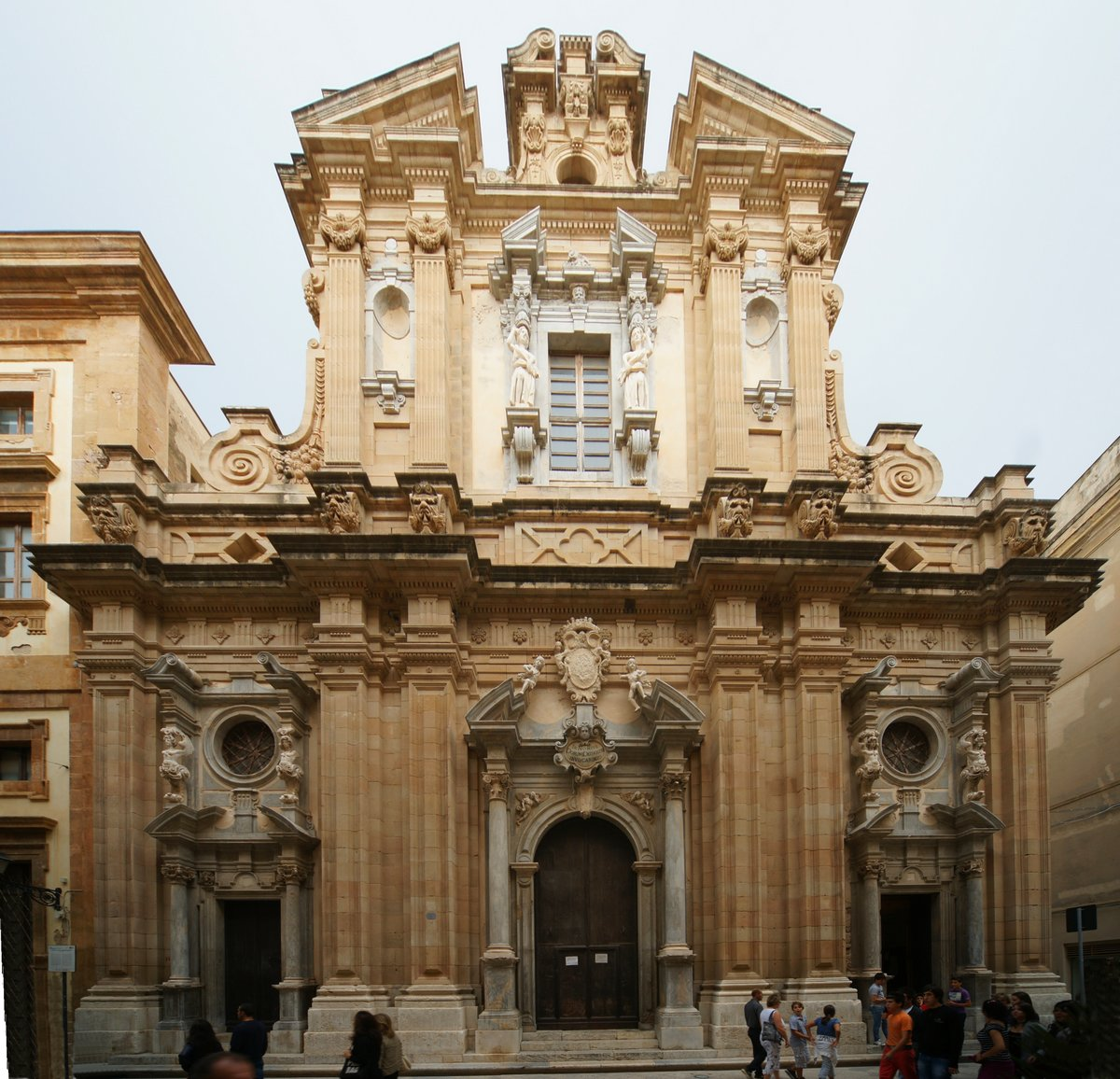
Chiesa del collegio dei Gesuiti
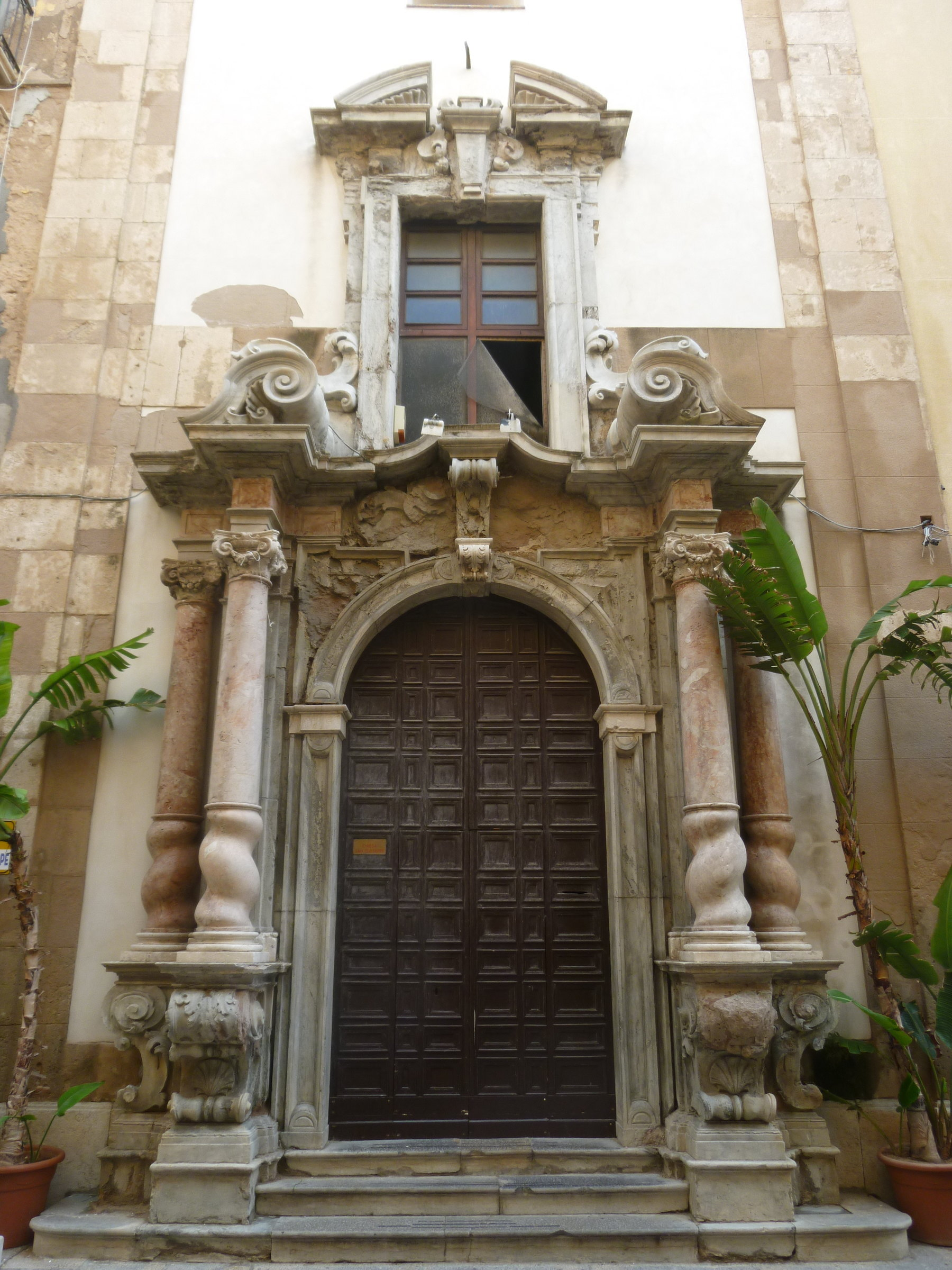
Chiesa del Carminello
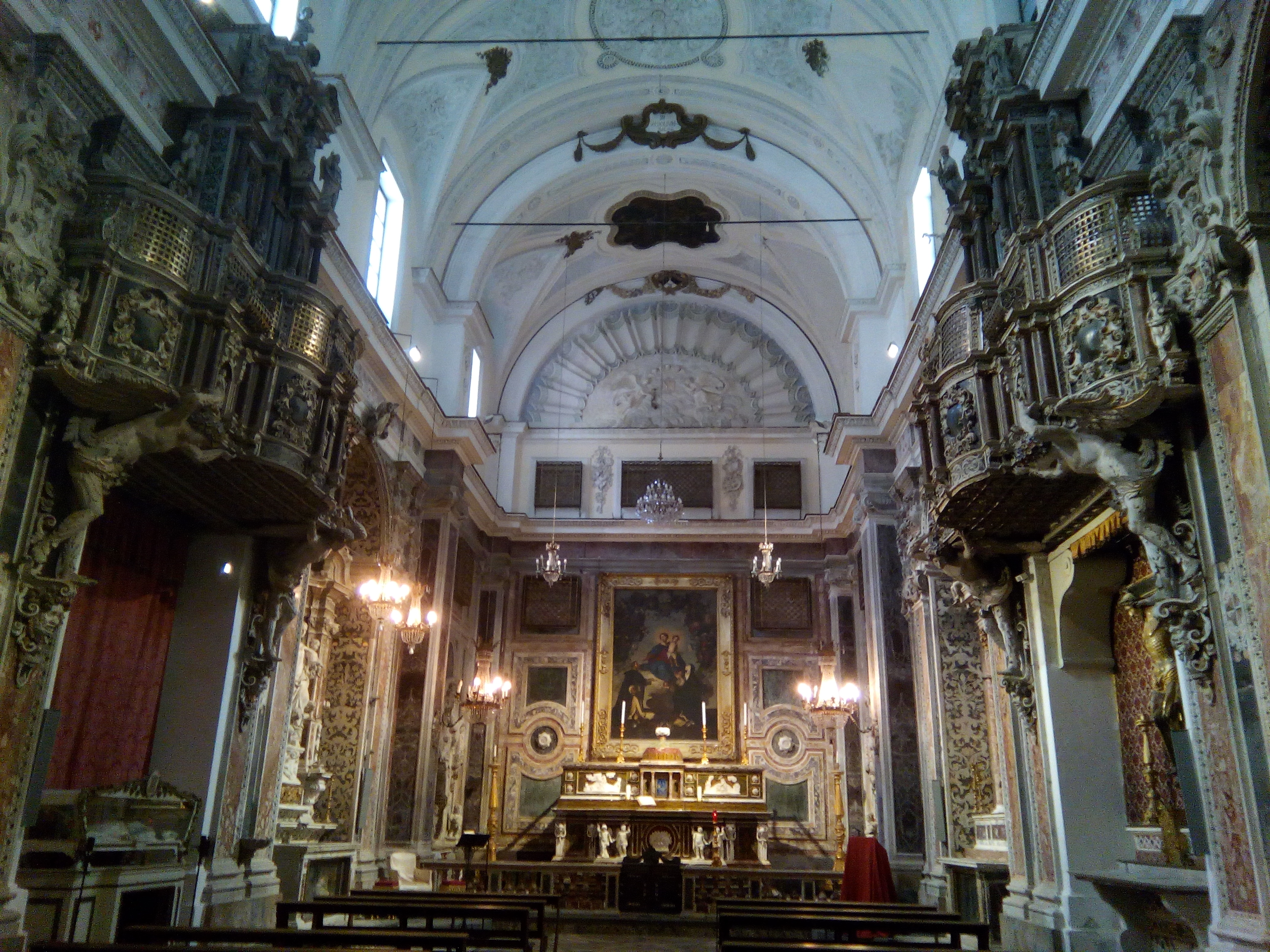
Interno della chiesa della Badìa Nuova
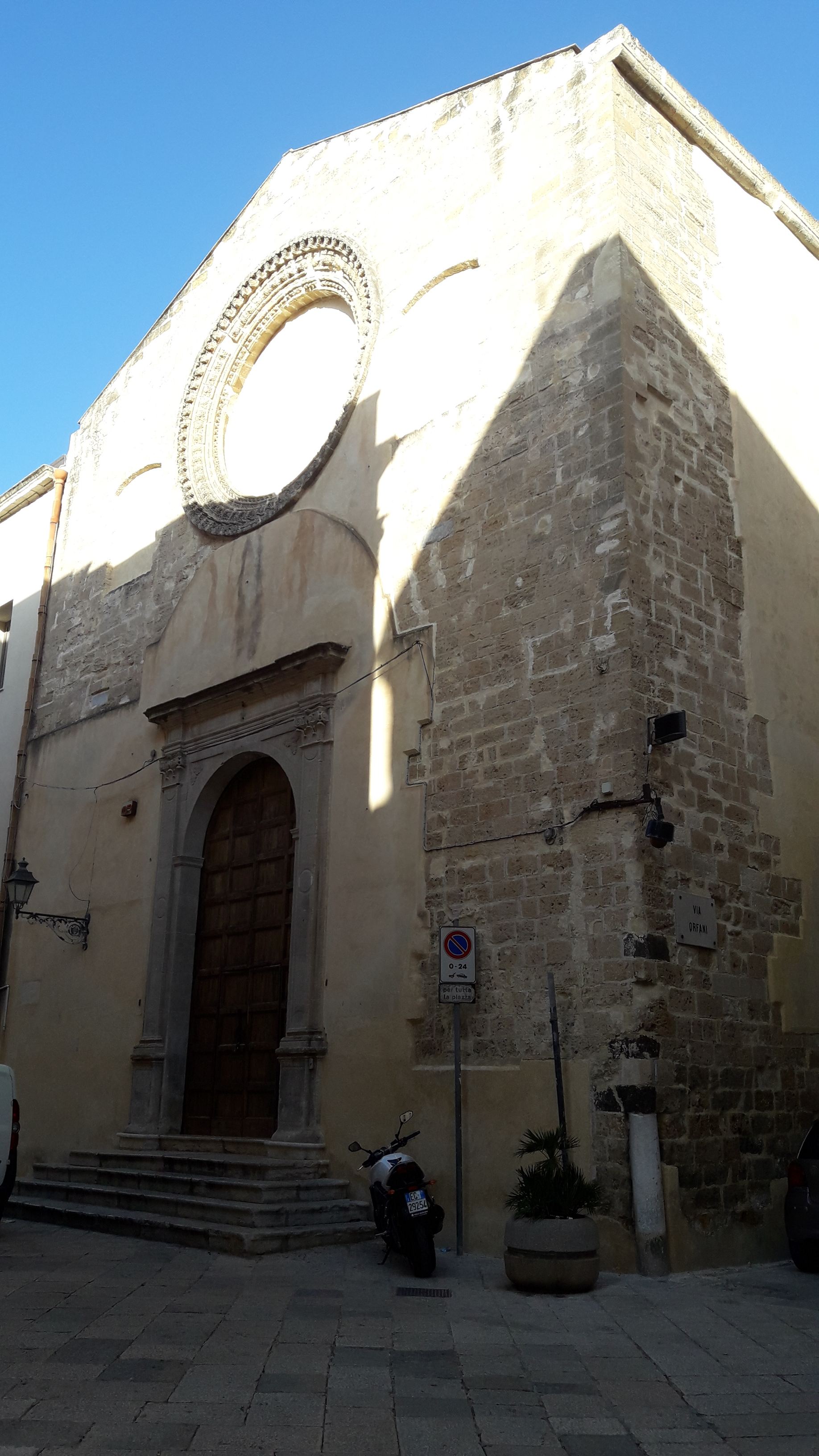
Chiesa di San Domenico
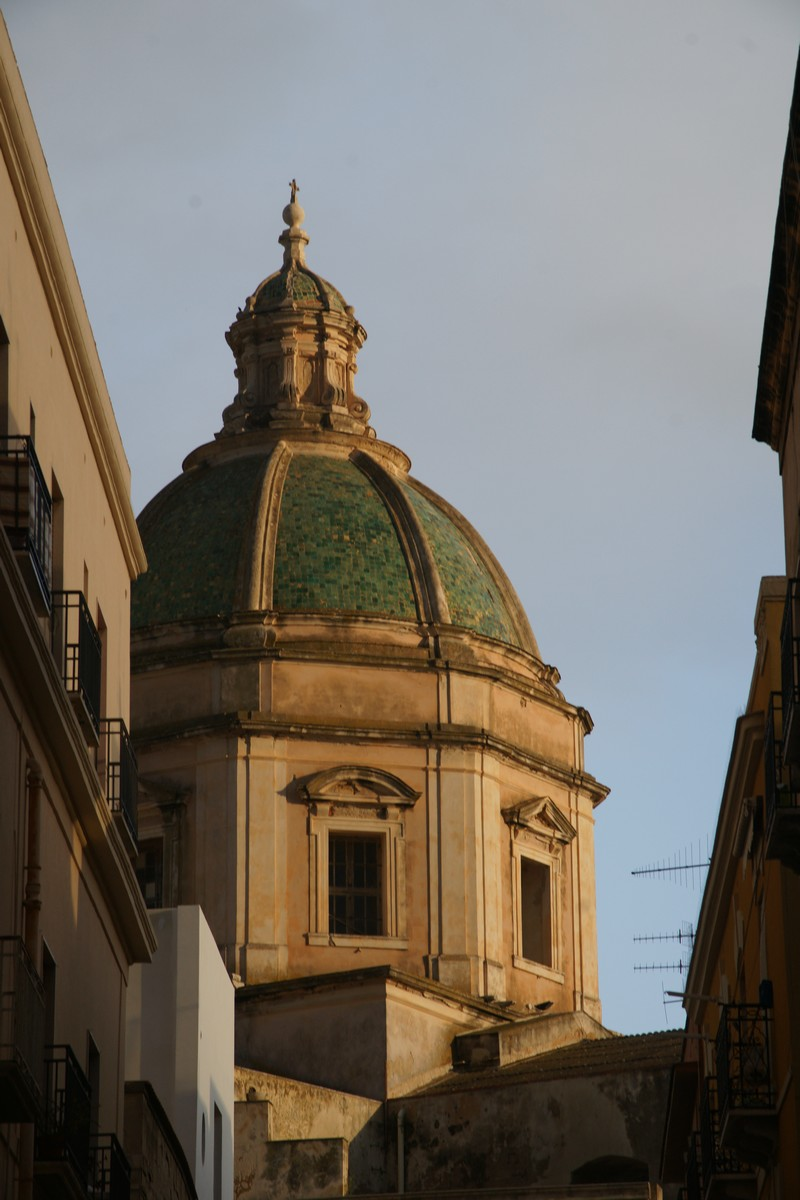
Cupola della chiesa di S. Francesco d'Assisi
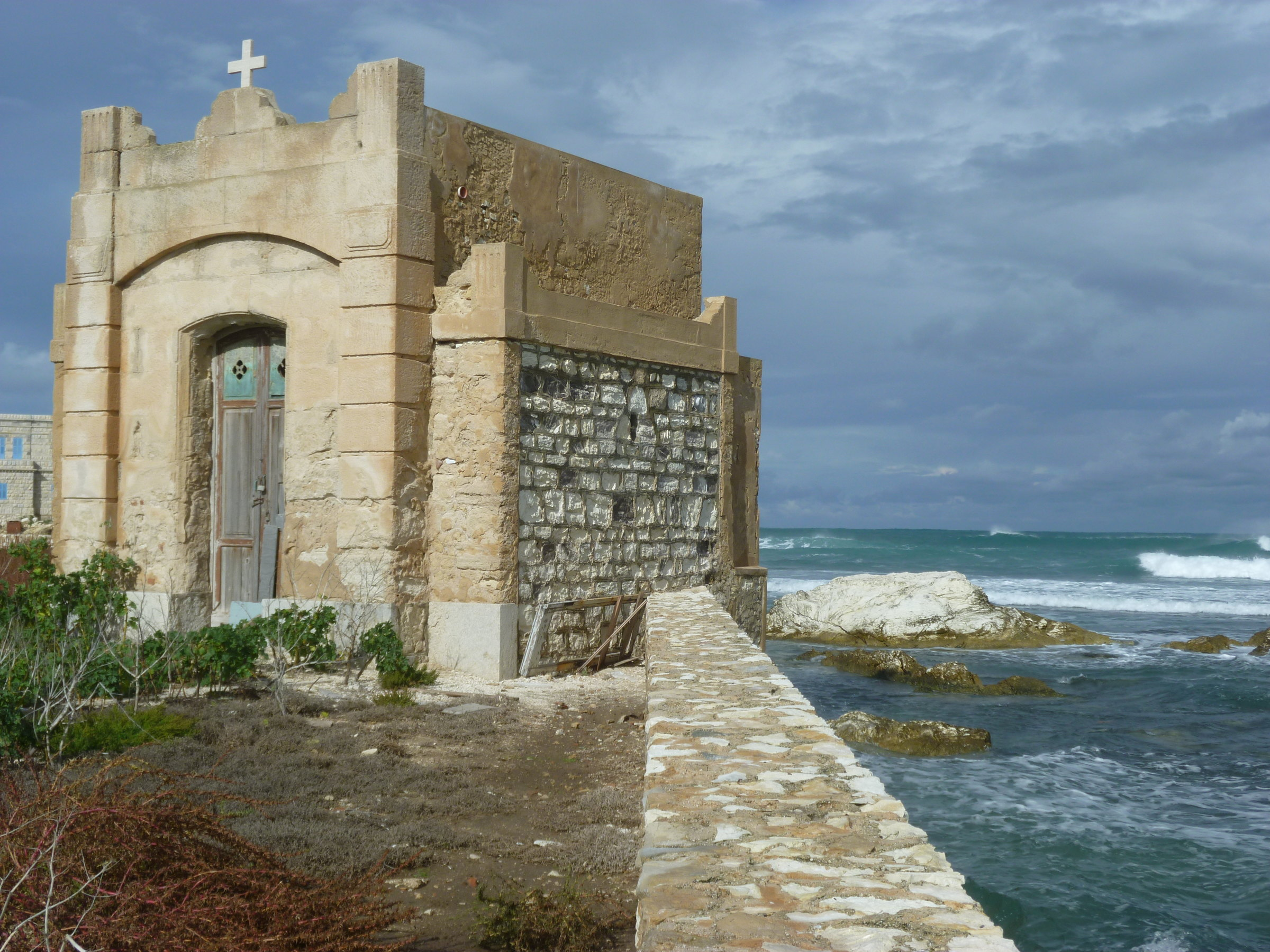
Cappella di Villa Nasi